# Juan María Farina

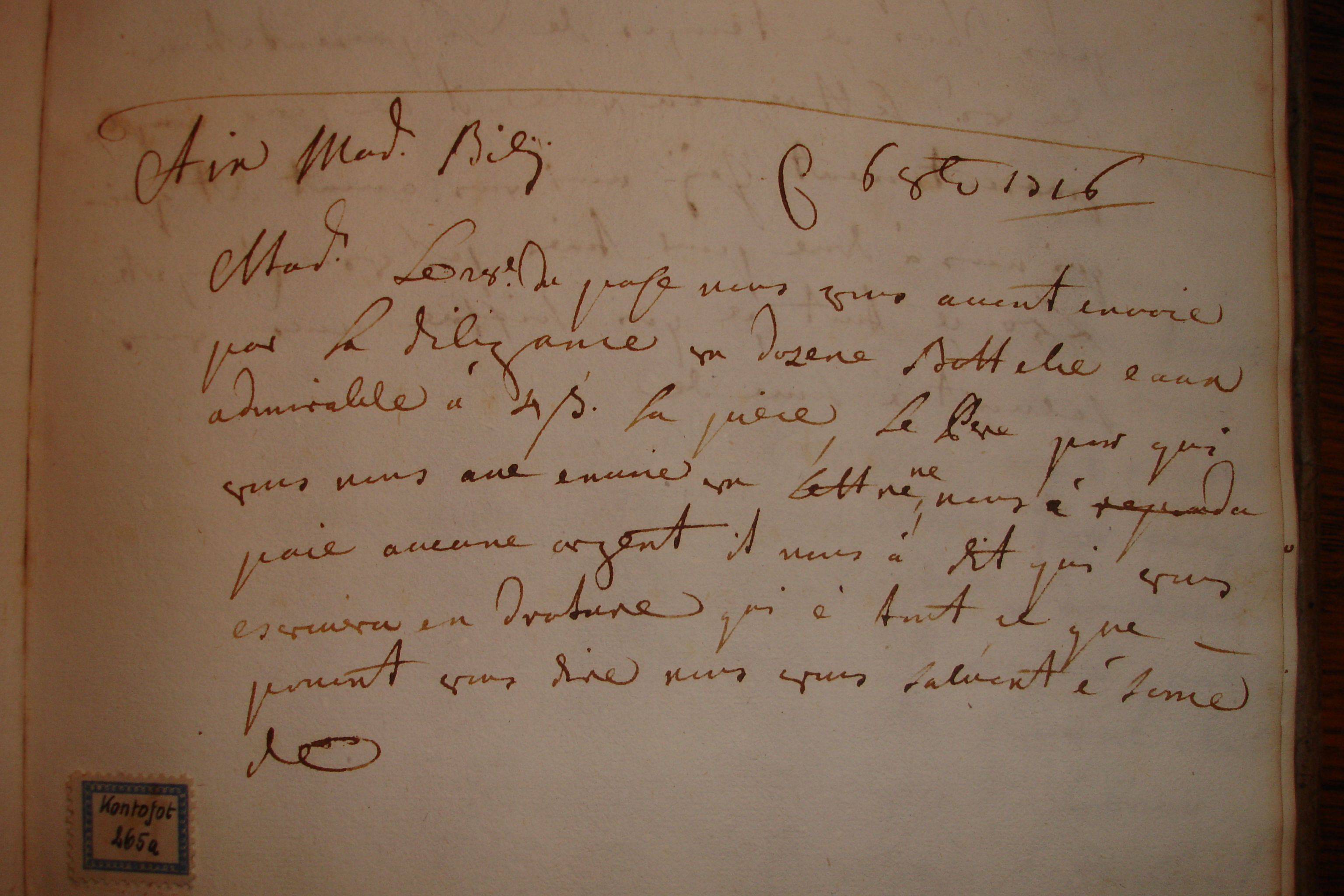
Carta de un envío del nuevo perfume, escrita por Juan María Farina en 1716, sacada del archivo de la empresa.

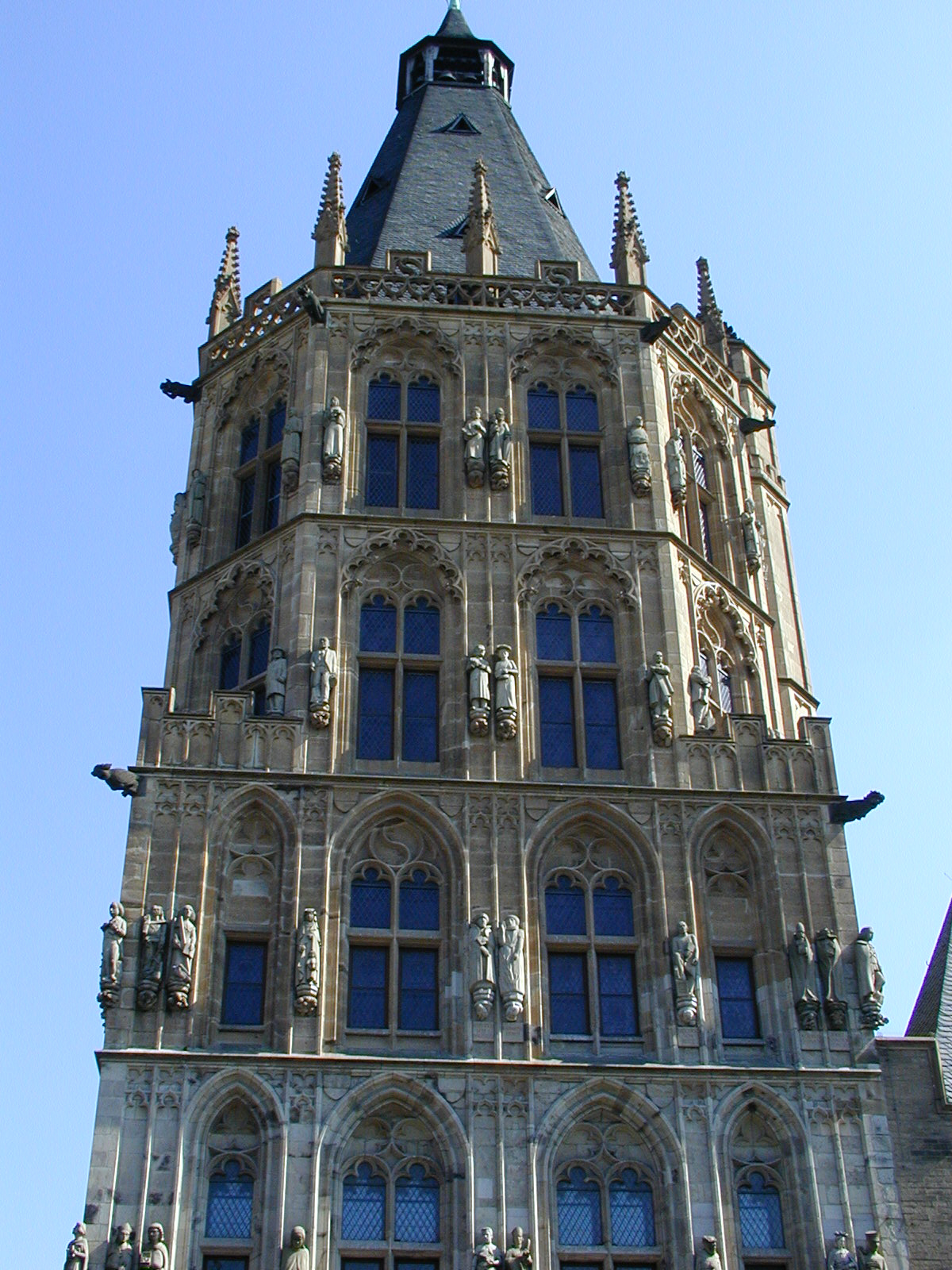
Torre del Ayuntamiento de Colonia, Juan María Farina → lado izquierdo, 2.º piso.

Juan María Farina, según su partida de nacimiento en latín Johannis Maria Farina (8 de diciembre de 1685, Santa Maria Maggiore, Italia-25 de noviembre de 1766, Colonia, Alemania), fue el creador de un perfume al que el llamó Eau de Cologne/Agua de Colonia. Cuando alguien en aquella época decía Eau de Cologne/Agua de Colonia, se refería única y exclusivamente al perfume de Juan María Farina. Después de la Revolución Francesa, a finales del siglo XVIII, muchas personas trataron de copiar dicho perfume. Dado que en aquella época no había derechos de marca y por los numerosos plagios, Eau de Cologne pasó a ser un genérico.
Juan María Farina nombró su perfume Agua de Colonia para hacer honor a la ciudad donde había decidido establecerse junto con su hermano menor Juan Battista Farina en 1708. Ellos fundaron su empresa : Johann Maria Farina gegenüber dem Jülichs-Platz , en español: "Juan María Farina en frente de la Plaza Jülich" y con el paso del tiempo hicieron que esta, su fragancia, fuera la preferida de las Casas Reales, distinguidos y nobles del mundo entero en el siglo XVIII. Entonces por haber hecho a Colonia famosa en todo el mundo, la ciudad quiso rendirle homenaje a su distinguido ciudadano con una estatua en la torre del Ayuntamiento, la cual puede apreciarse hoy en día.

## Juan María Farina en Colonia
A principios del siglo XVIII, Farina se traslada a Colonia, donde funda su fábrica de perfumes, considerada hoy la más antigua del mundo. Es en ella donde crea y comercializa la fragancia que le haría famoso, el Agua de Colonia.
Juan María Farina hizo por tanto de Colonia una ciudad de aromas mundialmente conocida. Es así como el perfumista describe su aroma:
«Mi perfume es como un bonito amanecer tras la lluvia, una composición de naranjas, limones, pomelos, bergamota, flores y frutas de mi país natal»; de esta manera describía Juan María Farina su perfume.
La fragancia era una novedad para la época, ya que era muy diferente de las esencias hasta entonces conocidas, de aroma más denso.
El Agua de Colonia se produce desde hace más de tres siglos. Hoy es producida por la octava generación de la familia Farina.
La tumba de Juan María Farina está situada en el cementerio de  Melatenfriedhof, en Colonia.

## Clientes célebres
Entre los clientes de Juan María Farina se encontraban muchos personajes famosos de la época, como el Kaiser Carlos VI, Fernando VI, rey de España, Goethe, Voltaire, Mozart, Napoleón Bonaparte, Simón Bolívar y la reina Victoria de Inglaterra, entre otros. La familia Farina recibió el título de fabricantes oficiales del perfume usado por las principales casas regentes europeas.